# Фонтни
Фонтни (фр. Fonteny) насеље је и општина у североисточној Француској у региону Лорена, у департману Мозел која припада префектури Шато Сален.
По подацима из 2011. године у општини је живело 135 становника, а густина насељености је износила 8,6 становника/km². Општина се простире на површини од 15,7 km². Налази се на средњој надморској висини од 240 метара (максималној 350 m, а минималној 238 m).

## Демографија
| 1962. | 1968. | 1975. | 1982. | 1990. | 1999. | 2011. |
| ----- | ----- | ----- | ----- | ----- | ----- | ----- |
| 93    | 135   | 130   | 123   | 104   | 118   | 135   |

График промене броја становника у току последњих година